# Phetchabunbergen

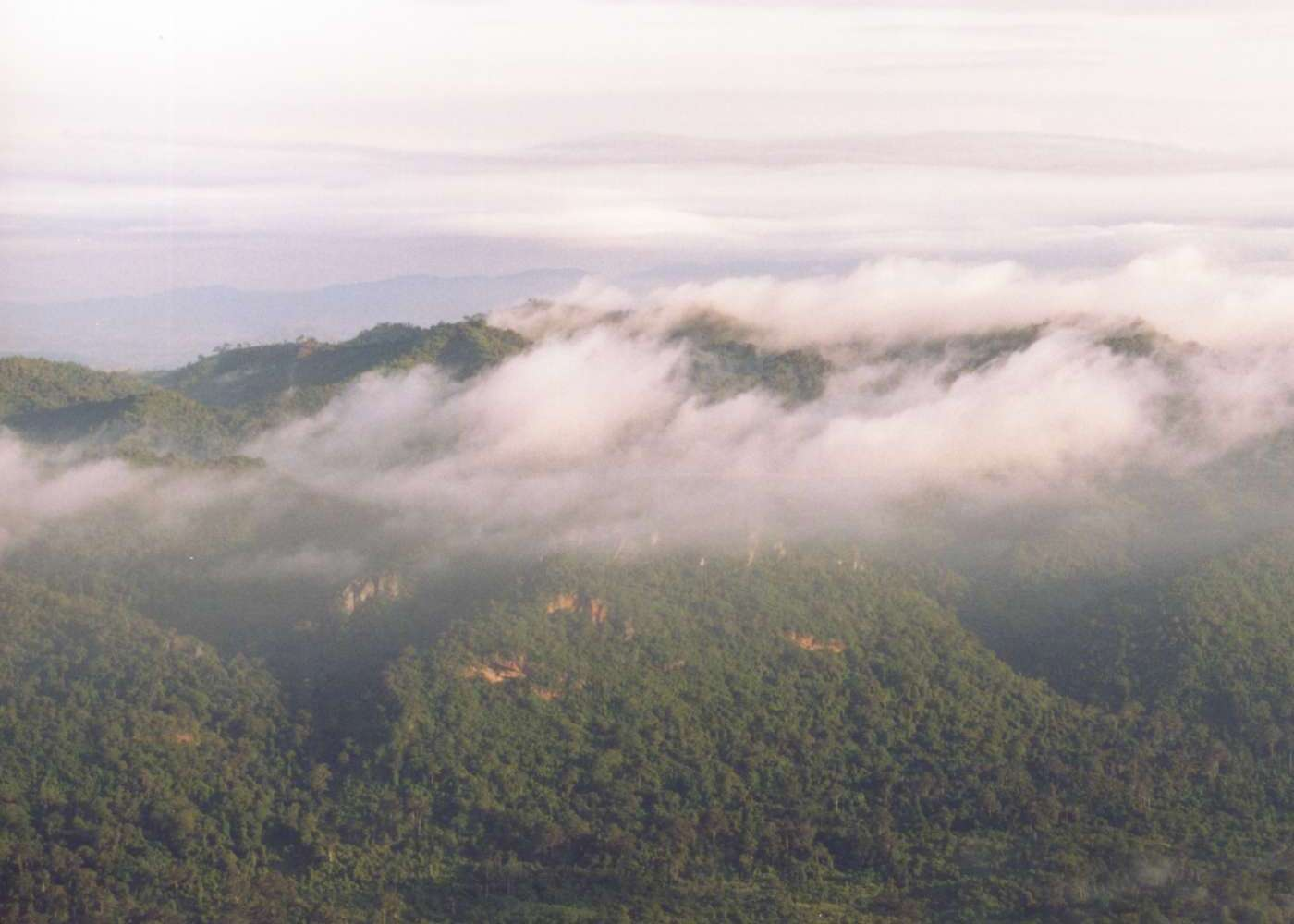
Phetchabun bergen

De Phetchabunbergen zijn een gebergte in Thailand. Ze lopen ruwweg in een noord-zuidrichting vanaf de rivier de Mekong in de provincie Loei naar de provincie Saraburi. De bergen scheiden de brede vallei van  de rivier de Menam (Chao Phraya) van het Khoratplateau en vormen daarmee de voornaamste barrière voor transport van de regio Isaan naar de rest van Thailand. Het gebergte ontleent zijn naam aan de stad Phetchabun, de hoofdstad van de provincie Phetchabun, die in de bergen ligt.
Een spoorlijn (van Bangkok naar Nakhon Ratchasima) en een snelweg waren de enige verbindingen tussen Isaan en de rest van Thailand. Tijdens de jaren 80 en 90 van de 20e eeuw zijn er meer verbindingswegen aangelegd door dit gebergte. Voor de aanleg van de spoorlijn in het begin van de 20e eeuw was de regio Isaan behalve via bergpassen zeer slecht bereikbaar vanuit de rest van Thailand. Mede hierdoor was deze regio altijd sterker op Laos dan op de rest van Thailand georiënteerd.
Het hoogste punt in de Phetchabunbergen is 1820 meter boven zeeniveau en ligt in het Phu Hin Rong Kla Nationaal Park in het noordelijke gedeelte van de bergketen. De keten wordt voor een groot deel in twee parallelle delen gedeeld door de Pa Sak. In het zuiden, waar het gebergte eindigt ligt het Nationaal park Khao Yai. Een van west naar oost lopend gebergte sluit hier aan op het Phetchabungebergte. 
De rivier de Mun ontspringt in dit gebergte. 
Geologisch gezien bestaat het gebergte uit Kalksteen waarin ook leisteen en zandsteen voorkomen. Een aantal vulkanische gesteentes worden er ook gevonden zoals graniet, basalt en porfier.